# Kenny Van Hoevelen
Kenny Van Hoevelen, né le 24 juin 1983 à Malines, est un footballeur belge. Il évolue actuellement à l'Eendracht Alost comme défenseur.